# جمال بيغ (مقاطعة إقليد)
جمال بيغ (بالفارسية: جمال بیگ) هي قرية تقع في Sedeh District في إيران. يقدر عدد سكانها بـ 258 نسمة بحسب إحصاء 2016.